# 33389 Isairisgreco
33389 Isairisgreco è un asteroide della fascia principale. Scoperto nel 1999, presenta un'orbita caratterizzata da un semiasse maggiore pari a 2,2451894 UA e da un'eccentricità di 0,1809308, inclinata di 5,31551° rispetto all'eclittica.